# Ulf Hjalmvall
Ulf Hjalmvall (* 29. September 1955) ist ein schwedischer Poolbillardspieler.

## Karriere
Bei der EM 1982 wurde Ulf Hjalmvall durch einen Finalsieg im 14/1 endlos gegen seinen Landsmann Jurgen Karlsson erstmals Europameister. 1983 wurde er in derselben Disziplin Dritter. 1984 erreichte er erstmals das Finale im 8-Ball, unterlag dort jedoch seinem Landsmann Björn Jonsson.
Bei der EM 1985 gewann Hjalmvall den erstmals ausgetragenen 9-Ball-Wettbewerb im Finale gegen den Deutschen Uwe Sander.
1987 traf er im 8-Ball-Finale erneut auf Björn Jonsson. Diesmal gewann er jedoch und wurde somit zum dritten Mal Europameister.
1988 gewann Hjalmvall mit Bronze im 8-Ball seine letzte EM-Medaille im Einzel.

## Erfolge
- 14/1-endlos-Europameister: 1982
- 9-Ball-Europameister: 1985
- 8-Ball-Europameister: 1987